# Reinhold Boschert
Reinhold Boschert (* 6. Februar 1947 in Freudenstadt) ist ein ehemaliger deutscher Weitspringer.

## Karriere
Boschert, der für den SV Stuttgarter Kickers startete, hatte im Jahr 1968 seine erfolgreichste Zeit. Er siegte bei den Deutschen Juniorenmeisterschaften in Hanau mit einer Weite von 7,25 m sowie bei den Deutschen Meisterschaften die Silbermedaille. Mit einer Weite von 8,01 m am 29. September bei einem Juniorenwettkampf in Flagstaff, reiste er als neuer deutscher Rekordhalter zu den Olympischen Spielen 1968 in Mexiko-Stadt. Beim Weitsprungwettkampf belegte Boschert mit 7,89 m den zwölften Rang.
Auch im Folgejahr konnte Boschert Erfolge einfahren. So wurde er Deutscher Meister mit einer Weite von 7,73 m. Auch in der Halle war der gebürtige Freudenstädter erfolgreich, bei den Deutschen Hallenmeisterschaften in Dortmund gewann er Bronze. Bei den Württembergischen Hallenmeisterschaften siegte er mit einer Weite von 7,62 m. 1970 wurde Boschert Württembergischer und 1972 Süddeutscher Meister.
In den 1970er-Jahren musste Boschert seine Karriere aus gesundheitlichen Gründen beenden.

## Persönliches
Boschert wurde als zweites von sieben Geschwisterkindern geboren. In seinem Geburtsort Freudenstadt absolvierte er auch das Abitur. Im September 1974 heiratete er die Hochspringerin Renate Pietschmann, die ebenfalls für die Kickers antrat. Das Ehepaar bekam zwei Kinder. Später wurde die Ehe geschieden. Nach seiner sportlichen Laufbahn war Boschert bis zu seinem Ruhestand als Vermessungsingenieur tätig.